# Palacio de la Nación

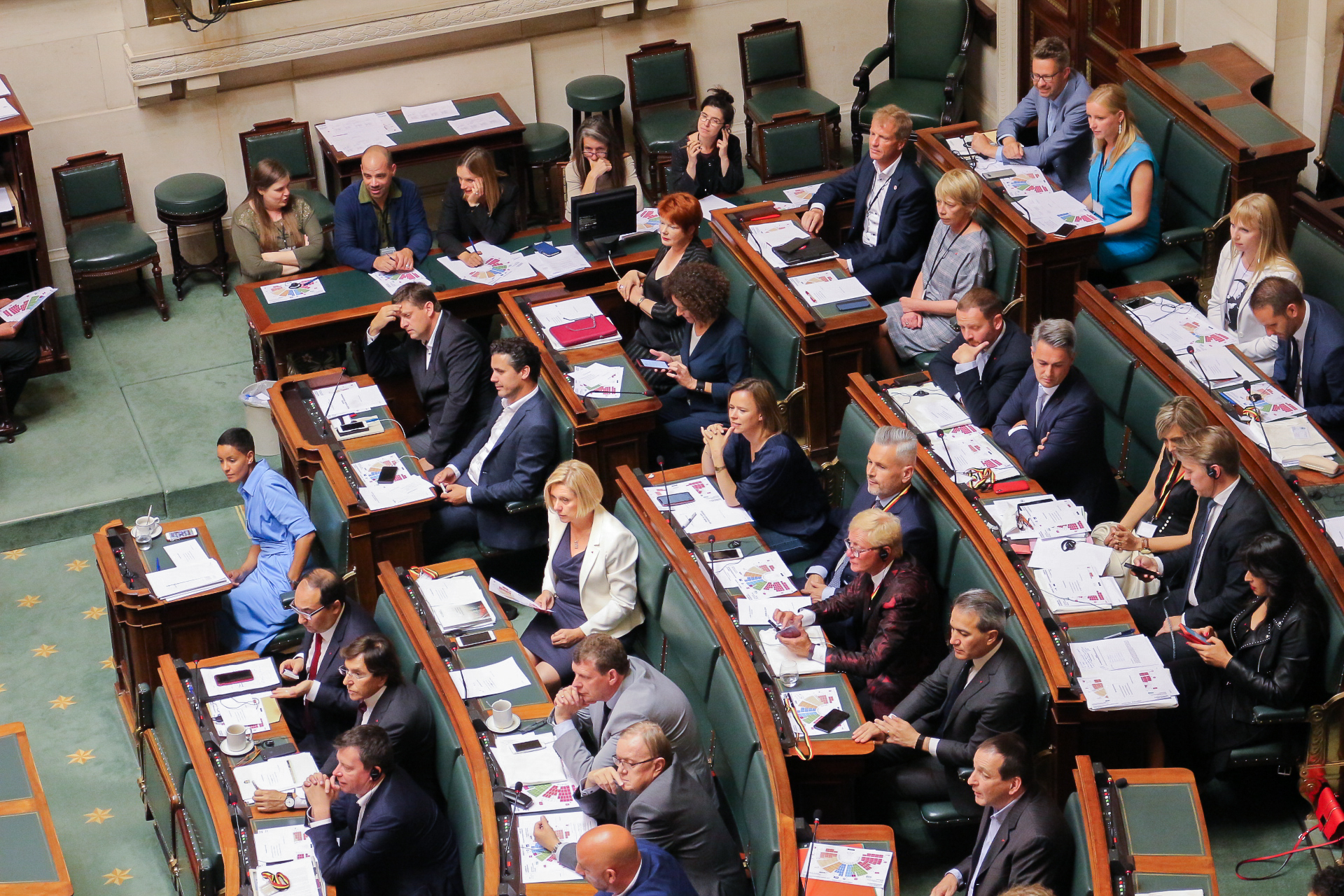
La Cámara de Representantes en el 2019

El Palacio de la Nación (en francés: Palais de la Nation; en neerlandés: Paleis der Natie) es la sede del parlamento Federal de Bélgica. Contiene tanto la cámara baja, la Cámara de Representantes, como la cámara alta, el Senado. 
En su interior, dominan las colores de estas dos cámaras, el verde de la cámara baja y el rojo de la cámara alta.

## Historia
El edificio, erigido entre el 1779 y 1783 en el estilo neoclásico, primero fue la sede del Consejo de Brabante, como parte de la Bélgica austríaca. Durante la época del Reino de los Países Bajos de 1815 a 1831, el edificio servía de sede para los Estados Generales de los Países Bajos.En 1831, en la Bélgica independiente, toma el nombre de Palacio de la Nación.